# Break O'Day
Break O'Day är en kommun i Australien. Den ligger i delstaten Tasmanien, i den sydöstra delen av landet, omkring 170 kilometer norr om delstatshuvudstaden Hobart. Antalet invånare var 6 104 vid folkräkningen 2016.
Följande samhällen finns i Break O'Day:
- St Helens
- Saint Marys
- Scamander
- Fingal
- Falmouth
- Goulds Country
- Mathinna
- Cornwall
- Pyengana